# Cupido boopis
Cupido boopis är en fjärilsart som beskrevs av Hans Fruhstorfer 1897. Cupido boopis ingår i släktet Cupido och familjen juvelvingar. Inga underarter finns listade i Catalogue of Life.